# Robert Lee Yates
Robert Lee Yates jr. (27 mei 1952) is een Amerikaanse seriemoordenaar die werd veroordeeld voor de moord op ten minste dertien prostituees in Spokane County. Tevens werd hij berecht voor twee moorden in Pierce County en bekende hij twee moorden in Walla Walla plus één in Skagit County.

## Werkwijze
Oud-cipier en legerhelikopterpiloot Yates begon in 1996 aan een reeks moorden die in 1998 pas eindigde. Hij pikte al zijn slachtoffers op in de rosse buurt van Spokane County, ook wel bekend als Skid Row. Yates had met elke prostituee seks voor hij ze door het hoofd schoot en in een afgelegen gebied dumpte.
Op 1 augustus 1998 wist prostituee Christine Smith gewond te ontkomen en legde zij verklaringen af aan de autoriteiten.

## Arrestatie
Tijdens het onderzoek naar de moorden viel het op dat bijna alle moorden waren gepleegd in het jaar dat Yates thuiszat omdat hij niet mocht vliegen tijdens een medisch onderzoek. Zijn vrouw vertelde de onderzoekers ook dat hij hele nachten van huis was. Bovendien verklaarde ze flink wat bloed aangetroffen te hebben achter in Yates' busje. Hij had haar destijds verteld dat dit afkomstig was van een hond die hij had aangereden en vervolgens weggebracht. Yates werd op 18 april 2000 gearresteerd op verdenking van de moord op Jennifer Joseph. Uiteindelijk werd hij veroordeeld voor dertien moorden plus één poging tot moord. Door zijn bekentenis van de reeks moorden ontliep Yates de doodstraf. In plaats daarvan kreeg hij 408 jaar gevangenisstraf opgelegd.
Tijdens zijn gevangenschap klaagde Pierce County hem aan voor nog twee moorden, op Melinda L. Mercer (1997) en Connie Ellis (1998). Daaraan werd Yates in oktober 2002 eveneens schuldig bevonden en daardoor alsnog ter dood veroordeeld door middel van een dodelijke injectie. In afwachting daarvan zit hij vast in de Washington State Penitentiary in Walla Walla, waar hij vroeger zelf werkte.
In 2018 is zijn doodvonnis omgezet in levenslang zonder kans op vervroegde vrijlating.

## Slachtoffers

### Bekend
- Patrick Oliver - 13 juli 1975
- Susan Savage - 13 juli 1975
- Stacy E. Hawn - 28 december 1988
- Patricia L. Barnes (60) - 25 augustus 1996
- Shannon R. Zielinski (39) - 14 juni 1996
- Heather L. Hernandez (20) - 26 augustus 1997
- Jennifer Joseph (16) - 26 augustus 1997
- Darla Sue Scott (29) - 5 november 1997
- Melinda L. Mercer (34) - 7 december 1997
- Shawn L. Johnson (36) - 18 december 1997
- Laurel A. Wason (31) - 26 december 1997
- Shawn A. McClenahan - 26 december 1997
- Sunny G. Oster (41) - 8 februari 1998
- Linda M. Maybin (34) - 1 april 1998
- Melody Murfin (43) - 12 mei 1998
- Michelyn J. Derning (47) - 7 juli 1998
- Connie LaFontaine Ellis (35) - 13 oktober 1998

### Niet bekend (verdacht van)
- Yolanda Sapp (26) in 1990
- Nickie I. Lowe (34) in 1990
- Kathleen Brisbois (38) in 1990
- Sherry Anne Palmer (19) in 1992